# میرزا کوچک خان جنگلی
میرزا یونس استاد سرایی (گیلکی: مئرزا کۊجی خان یا میرزا کۊچی خؤن، فارسی: میرزا كوچک خان‎؛ ۲۱ مهر ۱۲۵۹ – ۱۱ آذر ۱۳۰۰) که به‌نام میرزا کوچک خان جنگلی شناخته می‌شود، کنشگر ملی‌گرای ایرانی و یک مبارز چپگرا در دورهٔ انقلاب مشروطه بود. او رهبر انقلابی جنبش جنگل، رئیس‌جمهور جمهوری شورایی سوسیالیستی ایران و از سرداران معروف گیلک از اهالی رشت بود. کوچک‌خان در ۱۱ آذر ۱۳۰۰ در راه رفتن به خلخال و پناه‌بردن به عظمت خانم فولادلو به همراه یار خود گائوک اسیر برف و بوران شده و جان باختند.
او که در جوانی به تحصیل دینی اشتغال داشت جزئی از نیروهای انقلابی بود که در جریان جنبش مشروطیت موفق به فتح تهران شدند. سپس به گیلان برگشت و رهبری نهضتی را بر عهده گرفت که قصدشان آزادسازی این ایالت ایران از اشغال روسیه بود؛ نهضتی که به نهضت جنگل مشهور شد. کوچک خان گروه‌های مختلفی از نیروهای سیاسی و طبقات ناراضی را گرد خود جمع کرد. او موفق شد که هدف انقلاب را از مشروطه خواهی ضد اجنبی به جمهوریخواهی سوسیالیستی سوق دهد و در ژوئن ۱۹۲۰ یک جمهوری شورایی در گیلان به پا کرد. کمبود منابع مالی، اختلافات درونی و حمله نظامی نیروهای دولت مرکزی به رهبری رضاخان سردار سپه و بریتانیا منجر به سقوط این حکومت شد. مدتی بعد کوچک خان در حال عقب‌نشینی بر اثر یخ‌زدگی در کوه‌های تالش درگذشت.

## سوابق اجتماعی و فکری میرزا کوچک

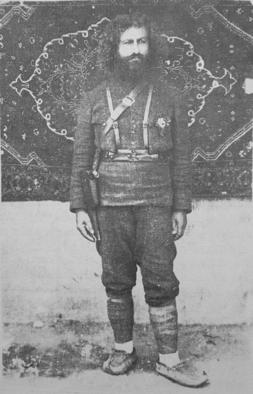
میرزا کوچک خان

میرزا یونس معروف به میرزا کوچک فرزند میرزا بزرگ در ۲۱ مهر ۱۲۵۹ ه‍.ش در محله قدیمی استادسرا شهر رشت در خانواده‌ای متوسط و مذهبی چشم به جهان گشود. وی سنین آغاز عمر را در مدرسه علمیه حاج حسن (صالح آباد) و مدرسهٔ جامع شهر رشت به آموختن صرف و نحو و تحصیلات دینی گذرانید. پس از آن به قزوین رفته و در مدرسهٔ صالحیه تحصیل دروس حوزوی را ادامه داد و چندی هم در مدرسهٔ محمودیهٔ تهران به همین منظور اقامت گزید. پایه آموزش حوزوی می‌توانست وی را در سلک روحانیان درآورَد، اما حوادث و انقلابات کشور مسیر افکارش را تغییر داد و او را به راهی دیگر کشاند.
میرزا کوچک‌خان دارای دو خواهر به نام‌های کربلایی خانم و سارا خانم و دو برادر به نام‌های میرزا محمدعلی خان و میرزا رحیم خان بود، که هر دو بعد از میرزا وفات یافتند. بنا به گفتهٔ اطرافیان، میرزا مردی قوی بنیه، زاغ چشم و دارای سیمایی متبسم بود و از نظر اجتماعی مردی باادب، فروتن، خوش‌برخورد، مؤمن به اصول اخلاقی، صریح‌اللهجه، طرفدار عدل و آزادی و حامی مظلومان بود. میرزا کوچک‌خان اهل ورزش بود و از مصرف مشروبات الکلی و دخانیات خودداری می‌کرد. میرزا در سنین آخر عمر همسری برگزید.
میرزا در واقعهٔ مشروطیت به انقلابیون جبههٔ شمال پیوست و در فتح قزوین شرکت داشت. روس‌ها مدتی او را از رشت تبعید کردند. در سال ۱۲۹۳ ه‍.ش میرزا که تازه از تبعید آزاد شده و به رشت آمده‌بود به شدت تحت تأثیر ظلم و ستم نیروهای روس بر مردم گیلان قرار گرفت و تصمیم گرفت که به کمک دوستان مشروطه خواه خود دوباره دست به قیام بزند. اما این بار علاوه بر مطالبهٔ آرمان‌های آزادی خواهانهٔ مشروطه که آن را بر باد رفته می‌دید به دنبال نجات ایران و علی‌الخصوص گیلان از اشغال آشکار نیروهای نظامی اجنبی نیز بود. افکار میرزا توانست در دل قشرها و طبقات گوناگون مردم گیلان نفوذ کند. افرادی نظیر دکتر حشمت و میرزا حسین کسمایی که از چهره‌های تحصیل کرده و فرهیختهٔ گیلان بودند، یا حسن آلیانی و شیخ علی شیشه بر که از طبقات معمولی جامعه بودند در میان طیف طرفداران میرزا دیده‌می‌شوند؛ و به جز این‌ها میرزا توانست از حمایت چند تن از بازرگانان و کسبه معتبر از جمله حاج احمد کسمایی نیز برخوردار شود. تاریخ‌نگاران عمدتاً قیام جنگل را به دو دوره مجزا تقسیم می‌کنند، که دورهٔ نخست در ابتدا به مدت پنج سال و به مرکزیت فرماندهی در کسما، و سپس به مدت نزدیک به دو سال به مرکزیت زیده و به صورت یک حکومت جمهوری مستقل در کل ایالت گیلان بوده است. دوره دوم مصادف با نزدیکی طرفداران انقلاب بلشویکها به میرزا کوچک می‌باشد.
هوشنگ نهاوندی در مصاحبه با پروژه تاریخ شفاهی ایران از قول پدرش که مترجم مورد اعتماد میرزا کوچک خان در مذاکرات با روس‌ها بوده است و در بیشتر مذاکرات میرزا حضور داشته است، گفته است:
میرزاکوچک‌خان یک آدم ملی بود و به‌هیچ‌وجه بلشویک و طرفدار شوروی‌ها نبود… او نسبت به رضاخان سردار سپه اظهار خوش‌بینی کرده بود در چند مورد و خیلی هم میسر بود به اینکه میان ایشان و رضاخان یک التفاتی ایجاد بشود که گویا اطرافیان دو طرف نگذاشتند… میرزاکوچک‌خان یک ناسیونالیست ساده‌لوح بسیار با شرف مردمی پایبند رأی و عقیده خودش بود.

## دورهٔ اولجنبش جنگل(۱۲۹۸–۱۲۹۳)
میرزا پس از جمع کردن دوستان و همفکرانش به لوشان رفت و قیام ضد بیگانه اش را آغاز کرد. این زمان مقارن بود با آغاز جنگ جهانی اول. قوای روس بدون توجه به اعلام بیطرفی دولت ایران، در مناطق شمالی ایران نیروی نظامی پیاده کرده‌بودند که این نیروها باعث آزار و اذیت و گاهی دزدی و چپاول و تجاوز به حریم عامه مردم، علی‌الخصوص کشاورزان و دامداران و تجار و کسبه می‌شدند. از دست دولت مرکزی ایران هم کاری ساخته‌نبود. تظلم خواهی و رد اشغال ایران از طرف قوای بیگانه مهم‌ترین انگیزه مردم گیلان برای حمایت از افکار میرزا کوچک خان در دوره اول بود؛ لذا در یک فاصله زمانی کوتاه، تعداد کثیری از مردم (خصوصاً جوانان)، داوطلب همکاری با میرزا شدند. جنگلی‌ها اغلب با استفاده از عملیات کمین یا شبیخون به منافع روس‌ها یا عناصر وابسته به آن‌ها ضربه می‌زدند. قوای روس و البته نیروهای داخلی وابسته به آن‌ها بارها تلاش کردند جنگلی‌ها را سرکوب کنند اما کاری از پیش نبردند و عمدتاً شکست خوردند که از جمله این نیروهای وابسته که از جنگلی‌ها شکست خوردند می‌توان به لوطی عبدالرزاق و مفاخرالملک اشاره کرد.
در این دوره جنگلی‌ها هیئتی به نام هیئت اتحاد اسلام تشکیل دادند که اداره امور مناطق تحت کنترل، و تصمیم‌گیری‌های کلی توسط این هیئت انجام می‌شد. آن‌ها هدف خود را «اخراج نیروهای بیگانه، رفع بی‌عدالتی، مبارزه با خودکامگی و استبداد و برقراری دولتی مردمی» اعلام می‌کردند. هیئت اتحاد اسلام نامی بود که طرفداران عثمانی در کشورهای مختلف اسلامی برای خود انتخاب می‌کردند. شاید در نگاه اول، انتخاب این نام و در کنار آن حضور چند افسر آلمانی و اتریشی در بین جنگلی‌ها، خواننده را به این نتیجه برساند که جنبش جنگل ستون پنجم دول محور بوده و فاقد جایگاه ملی است، اما نباید فراموش کرد که دولت ایران در جنگ جهانی اول رسماً اعلام بی‌طرفی نموده و این بی‌طرفی را نیز در عمل ثابت کرده‌بود و این نیروهای روس (در شمال) و انگلیس (در جنوب) بودند که بدون توجه به این بی‌طرفی، در ایران نیرو پیاده کردند و جدای از این برای تأمین آذوقه و مایحتاج خود به کشاورزان، دامداران، تجار و کسبه تعدی می‌کردند و جنبش جنگل، حرکتی بود که از تظلم خواهی عامه مردم ریشه می‌گرفت و نه تحریک بیگانه (دول محور). دولت مرکزی ایران که خود از نقض بیطرفی ایران از سوی متفقین به شدت ناراضی بود، قلباً حرکت‌های مردمی را علیه اشغالگران می‌ستود؛ بنابراین در این دوره دولت ایران سعی می‌کرد با جنگلی‌ها کج دار و مریز رفتار کند. در طرف مقابل هم جنگلی‌ها سعی می‌کردند وفاداری و احترام خود را به دولت مرکزی ایران نشان دهند، لذا با نماینده دولت مرکزی (حشمت الدوله) و حتی خود رئیس‌الوزرا (مستوفی الممالک) مکاتبه و مراوده داشتند.
بعد از انقلاب بلشویکی روسیه ۱۹۱۷ نیروهای روس از ایران خارج شدند و در این خروج قوای جنگل راه را برای آن‌ها هموار کردند. اما آخرین دسته روس‌ها، یعنی قوای ژنرال بیچراخوف که دارای افکار تزاری بود، وضعیتی متفاوت داشت. او با انگلیسی‌ها به فرماندهی ژنرال دنسترویل متحد شده بود که به قفقاز برود و در آنجا با بلشویک‌ها بجنگد. انگلیسی‌ها از میرزا خواستند که ضمن اجازه عبور قوای بیچراخوف و قوای انگلیس از گیلان، تعدادی از پاسگاه‌ها را نیز در اختیار آن‌ها قرار دهند تا به وسیله آن تدارکات پشت جبهه قفقاز میسر شود. میرزا قبول نمی‌کند و به ناچار در کنار پل منجیل جنگ سختی درمی‌گیرد. قوای روس به وسیله توپخانه دوربرد بر قوای جنگل که آرایش نظامی نامناسبی داشتند پیروز می‌شود و راهی انزلی می‌گردد؛ و رشت نیز به دست قوای انگلیس می‌افتد. البته بعد از آن جنگلی‌ها به هر ترتیب که شده، رشت را آزاد می‌کنند، ولی این آزادی دیری نمی‌پاید و انگلیسی‌ها دوباره رشت را تصرف می‌کنند. سرانجام با وساطت کنسول فرانسه بین جنگلی‌ها و انگلیسی‌ها آتش‌بس برقرار می‌شود.
همین ایام در تهران وثوق الدوله به قدرت می‌رسد. او ابتدا به میرزا پیشنهاد می‌کند که ضمن تأمین جانی به عتبات برود و قوایش را در اختیار دولت قرار دهد. وثوق الدوله بعد از مخالفت میرزا با این پیشنهاد، تیمورتاش را با بیست هزار قزاق به عنوان والی گیلان فرستاد تا جنگلی‌ها را سرکوب کند. در این روزها بود که حاج احمد کسمایی، یکی از سران مؤثر جنگل خود را تسلیم کرد. میرزا که نمی‌خواست با هموطنانش بجنگد تصمیم گرفت با افرادش به سمت شرق گیلان عقب‌نشینی کند. جنگلی‌ها به دسته‌های کوچک تقسیم شدند و با پای پیاده به سمت شرق گیلان تا نواحی تنکابن حرکت کردند. در این راهپیمایی طولانی، عده‌ای از جنگلی‌ها از پای درآمدند و عده‌ای هم اسیر شدند. به مرور زمان برخی جدا و بخشی هم تسلیم شدند. از جمله آن‌ها دکتر حشمت بود که نیروهای قزاق توسط امان‌نامه‌ای، مهر و امضا شده در پشت یک جلد قرآن او را فریب داده و به قول خویش وفا نکردند و سرانجام دکتر حشمت در رشت اعدام شد. میرزا پس از راهپیمایی طولانی در جنگل دوباره به فومنات، یعنی همان پایگاه آغازینش برمی‌گردد و این پایان دوره نخست جنبش جنگل است.

## دورهٔ دومجنبش جنگل(۱۳۰۰–۱۲۹۸)
قوای دولتی نتوانستند میرزا را دستگیر کنند، لذا جنبش جنگل همچنان به بقای خود ادامه‌داد. رفته رفته جنگلی‌ها همدیگر را پیدا کردند و دوباره قدرت گرفتند. از طرفی دولت وثوق الدوله بعد از مخالفت سراسری با قرارداد ۱۹۱۹ احساس بی‌ثباتی می‌کرد، لذا نماینده‌ای نزد میرزا فرستاد که تا بازشدن دوره جدید مجلس بین قوای دولتی و قوای جنگل آتش‌بس برقرار شود.
در این دوره میرزا با از دست دادن برخی دوستانش همچون دکتر حشمت، حاج احمد کسمایی و میرزا حسین کسمایی، که اثرات مهمی در قیام او داشتند، همراه با یاران جدیدش حسن خان آلیانی معین الرعایا به بعضی دیگر از دوستانش که تمایلات چپ‌گرایانه دارند از جمله احسان الله خان و خالو قربان میدان می‌دهد و آن‌ها نیز میرزا را ترغیب به نزدیکی با اتحاد جماهیر شوروی می‌کنند. همین اقدامات است که به برخی منتقدان میرزا اجازه می‌دهد او را متهم به جدایی طلبی کنند. در تاریخ ۲۸ اردیبهشت ۱۲۹۹ خورشیدی نیروهای ارتش سرخ شوروی به بهانه تعقیب روس‌های سفید وارد انزلی شدند. جنگلی‌ها از این فرصت استفاده کرده و رشت را تصرف می‌کنند. سپس میرزا به انزلی می‌رود و پس از ملاقات با نماینده شوروی در انزلی، با آن‌ها بر سر ایجاد یک حکومت خودمختار سوسیالیستی (با تمایلات چپ گرایانه و البته حفظ شعائر دینی مردم) در محدوده گیلان به توافق می‌رسد و این مقدمه‌ای بر تشکیل کمیته انقلاب و برقراری حکومت جمهوری می‌شود. قوای شوروی جنگلی‌ها را تشویق می‌کردند که تهران را فتح کرده و حکومت جمهوری را در کل ایران توسعه دهند.
در همین راستا در روز یکشنبه ۱۶ خرداد ۱۲۹۹ قوای جنگل با انتشار بیانیه‌ای تشکیل کمیته انقلاب ایران و تأسیس حکومت جمهوری شورایی سوسیالیستی ایران را اعلام نمود و دولت جمهوری را معرفی کرد، که میرزا عنوان رهبر یا رئیس‌جمهور را داشت. اما هنوز دولت تازه انقلابی سامان نگرفته بود که تفاوت دیدگاه آزادی‌خواهانهٔ ایرانیِ جنگلی‌های اصیل، با کمونیستهای تازه‌وارد نمایان شد. با حمایت بلشویکهای روس، انقلابی‌های سرخ طرفدار شوروی دست به یک سری اعمال خودسرانه و افراطی زدند که اعتراض مردم را برانگیخت. کمونیست‌ها به دلیل تضاد اعتقادی چون مالکیت خصوصی را برنمی‌تافتند متعرض مالکان و زمین داران می‌شدند. میرزا با مشاهده این قبیل رفتارها نهایتاً طاقت نیاورد و روز جمعه ۱۸ تیر ۱۲۹۹ به همراه حسن خان آلیانی به‌عنوان اعتراض از رشت به صومعه سرا سپس به زیده آلیان فومنات رفت. میرزا قبل از حرکت پیغامی توسط نماینده خود برای لنین به مسکو فرستاد که در آن ذکر شده بود: «در موقع، خود به نمایندگان روسیه اظهار کردم که ملّت ایران حاضر نیست برنامه بلشویک‌ها را قبول کند».
خلاء میرزا نه تنها کمونیست‌ها را متنبه نکرد بلکه آنان از این فرصت برای قبضه کامل قدرت استفاده کردند. در تاریخ شنبه ۹ مرداد ۱۲۹۹ طرفداران شوروی با رهبری و حمایت فرمانده قوای مسلح شوروی و مدیر بخش سیاسی و امنیت نظامی آن در رشت بر ضدّ میرزا کودتا کردند. آن‌ها همه طرفداران میرزا را دستگیر و بازداشت نمودند؛ و دولت جدیدی معرفی کردند که در آن احسان الله خان با عنوان سرکمیسر و کمیسر خارجه و سید جعفر پیشه‌وری به عنوان کمیسر داخله حضور داشتند. عدم استقبال مردم از حکومت جدید و همچنین اختلاف بین خود کمونیستها بر سر دوستی یا دشمنی با میرزا، دولت کودتا را پس از یکسال به بن‌بست کشاند.
کمونیست‌های انقلابی پس از یکسال با میرزا از در دوستی و مذاکره درآمدند و دوباره دولت جدیدی به رهبری میرزا کوچک خان تشکیل شد، اما این دولت جدید نیز دوامی نیاورد و بعد از دو ماه در اوایل مهر ۱۳۰۰ با واقعه ملاسرا (رشت) و اسارت حیدر خان عمواوغلی دوباره از هم پاشید و قوای جنگل به دولت انقلابیون رشت حمله کردند که حدود شانزده روز جنگ ادامه داشت. اختلافات درونی چه در دوره اول و چه دوره دوم قیام جنگل از عوامل مهم تضعیف این نهضت محسوب می‌شود.
از طرفی بعد از کودتای ۳ اسفند ۱۲۹۹ و قدرت گرفتن رضاخان تحت عنوان سردار سپه، دولت مرکزی تصمیم گرفت حاکمیت خود را بر تمام خاک ایران مسجل کند؛ لذا باید دولت‌های محلی از میان برداشته می‌شدند که از جمله آن‌ها دولت جنگل بود. در تهران تحلیل‌ها بر این امر استوار بود که دولت جنگل دست نشانده و عامل دولت شوروی است که از طریق آن قصد دارد تسلط نظامی و ایدئولوژیک خود را بر کل ایران حاکم کند.
در اواخر مهر ۱۳۰۰ به فرمان احمدشاه قاجار قوای دولتی بریگاد قزاق به سرکردگی سردار سپه برای سرکوب قوای جنگل رهسپار رشت گردید و چندین برخورد جنگی بین دو قوا به وجود آمد که گاه نیروهای دولتی پیشروی و گاه عقب‌نشینی می‌کردند. در نهایت با مذاکرات پشت پرده، قوای سرخ شوروی خاک گیلان و بندر انزلی را ترک کردند. نیروهای خالو قربان در رشت تسلیم قوای سردار سپه شدند و بخش چپ‌گرای جنگل یعنی احسان الله خان مستقر در لاهیجان نهایتاً از انزلی به خاک شوروی گریختند. در این جنگ‌ها میرزا با قوای جنگلی خود در زیده فومنات حضور داشت که بی‌طرف مانده و در فکر تجدید قوا بود.
رضاخان می‌خواست سلسله قاجاریه را از میان بردارد، لذا جذب اشخاصی همچون میرزا که بین مردم محبوبیت ویژه‌ای داشتند، می‌توانست در راه رسیدن به هدفش، کمک بزرگی باشد. اما سعی قزاق‌ها، به فرماندهی سردار سپه برای مذاکره با میرزا و دعوت او به مرکز نتیجه نداده و بنا به دلایل فراوانی مذاکرات به شکست انجامید. یکی از این دلایل: وفا نکردن قزاق‌های پیش از رضاخان به عهدشان بود که تعدادی از جنگلی‌ها همچون دکتر حشمت و یارانش را فریب داده و پس از تسلیم شدن آن‌ها به قشون قزاق، آن‌ها را کشته‌بودند.

## درگذشت میرزا کوچک

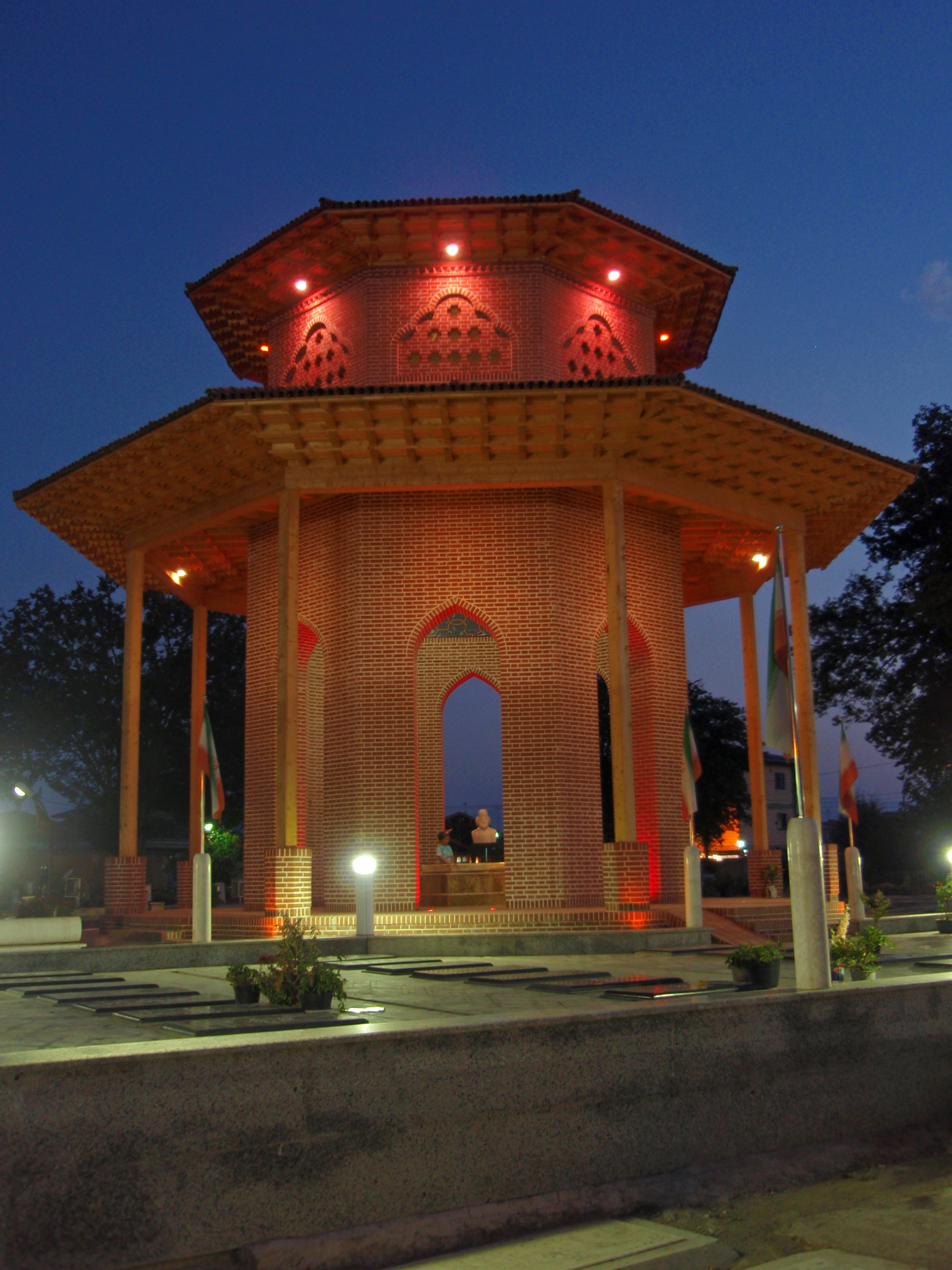
آرامگاه جدید میرزا کوچک خان جنگلی در محله سلیمان داراب رشت

در پایان آبان ۱۳۰۰ قوای قزاق دولتی رضا خان سردار سپه با اتحاد با نیروهای تسلیم شده خالوقربان، سیدجلال چمنی، کربلایی نقره آلیانی و همچنین خان‌های محلی سردار مقتدر تالش، میرزا یوسف خان شفتی؛ همگی از فرصت استفاده کرده و طی حملات متعدد، نیروهای جنگل را در جنگلهای آلیان وادار به عقب‌نشینی کردند که بعضی از سران تسلیم یا مخفی شدند. میرزا بعد از ده روز پنهان شدن نهایتاً همراه با تنها یار وفادارش، گائوک آلمانی معروف به هوشنگ، جهت رفتن به نزد عظمت خانم فولادلو (حاکم خلخال)، که همیشه از میرزا حمایت می‌کرد، به طرف کوه‌های تالش حرکت کردند، ولی گرفتار بوران و طوفان گردیدند و سرانجام زیر فشار سرما و برف در روز جمعه ۱۱ آذر ۱۳۰۰، درحالی که میرزا، هوشنگ را به کول گرفته‌بود، از پای درآمد.
خبر درگذشت میرزا به گوش محمدخان سالارشجاع برادر امیر مقتدر تالش که از بدخواهان میرزا بود، رسید. نامبرده به همراه شماری تفنگچی به خانقاه گیلوان خلخال رفت و اهالی را از دفن اجساد منع کرد. سپس دستور داد یکی از همراه وی به نام رضا اسکستانی از اهالی روستای اسکستان خلخال، سر یخ زده میرزا را از بدنش جدا کند. محمدخان سپس سر را نزد برادرش امیر مقتدر در ماسال و از آن‌جا به رشت برده و تسلیم فرماندهان نظامی‌کرد. جسد بدون سر میرزا کوچک خان در میان زاری و شیون مردم در گورستان دهکده به خاک سپرده شد.
سر میرزا کوچک‌خان را در مجاورت سربازخانه رشت، در جایی که معروف به انبار نفت نوبل است، تا مدت‌ها در معرض تماشای مردم قرار داده و سپس خالو قربان که از یاران سابق میرزا و از هواداران سردار سپه بود، سر میرزا را به تهران، نزد سردار سپه فرستاد.
سر میرزا را به دستور سردار سپه در گورستان حسن‌آباد (ایستگاه آتش‌نشانی کنونی) دفن کردند. بعد یکی از یاران قدیمی میرزا به نام کاس آقا حسام سر میرزا را محرمانه از گورکن تحویل و به رشت برده و در محلّی موسوم به سلیمان داراب به خاک سپرد. در شهریور ۱۳۲۰ و هنگام استعفای رضاشاه (حدوداً پس از گذشت بیست سال از مرگ میرزا) آزادیخواهان گیلان قصد داشتند جسد بدون سر میرزا را با تشریفات شایسته از خانقاه خلخال به رشت حمل کنند، ولی مأموران جلوگیری کردند. در نتیجه به جهت پیشگیری از برخورد، جسد میرزا را به‌طور عادی به رشت حمل و در جوار سر دفن کردند. از آن تاریخ هر سال در روز ۱۱ آذر مراسمی ساده در محل دفن او در سلیمان داراب رشت برگزار می‌شود.
میزان قساوت یادشده همچنین از تلگراف امیر پنجه محمد قلی، رئیس قوای گیلان به رضا خان روشن‌تر می‌شود:
حسب‌الامر تلگراف مبارک نمره ۹۶۵ فوری برای تعقیب و دستگیری میرزا کوچک عده فرستاده، چهار روز متوالی مشغول تعاقب بودند بالاخره از شدت تعقیب قزاقان میرزا کوچک از هر طرف عرصه را برای خود تنگ دیده خود را به کوه‌های ماسال کشیده بود. عده قزاق هم در تعاقب مشارٌ‌الیه حرکت کرده، در بین راه هم یک تصادفی واقع شد، میرزا نعمت‌الله داماد حسن خان کیش دره [ای] مقتول مابقی باز فرار می‌کنند. از طرف دیگر طالش‌ها هم برای جلوگیری از فرار میرزا کوچک عده [ای] فرستاده بودند، بالاخره میرزا کوچک و گائوک به طرف گردنه گیلوان خلخال متواری شده در آنجا از شدت سرما تلف شده‌اند. قبل از اینکه قزاق‌های تعقیب‌کننده برسند مابین طالش‌ها و طارمی‌ها سر نعش گفتگو شده طالش‌ها سر نعش را بریده بودند که قزاقان سر رسیده و سر را گرفته حمل به شهر می‌نمایند. اینک سر بریده در دفتر حاضر است، هر طور دستور می فرمائید اطاعت شود. نعش گائوک هم در همان گردنه افتاده است.
مصادف با نود و یکمین سالروز درگذشت میرزا کوچک خان (یونس استاد سرایی) در جهت بزرگداشت وی همایش ملی بزرگداشت میرزا کوچک‌خان جنگلی به ریاست کنگره ای محمد شیخان و حضور رئیس‌جمهور وقت محمود احمدی‌نژاد در شهر رشت برگزار شد.

## ارزیابی و میراث

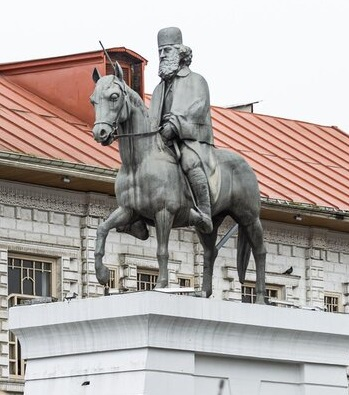
مجسمه میرزا کوچک خان در محوطه میدان شهرداری رشت

با تمام این اوصاف همیشه اظهار نظر در مورد میرزا کوچک‌خان جنگلی و قیام او کار آسانی نبوده است. رجال متجدد وابسته به پهلوی، او را «عنصر حکومت شوروی و آخوندی متحجر» معرفی کرده‌اند که از جمله آن‌ها می‌توان به احمد کسروی اشاره کرد. نیروهای بیگانه اعم از روس‌های سفید، روس‌های سرخ و انگلیسی‌ها هم به تناسب فراز و فرود روابطشان با او، تصویر متفاوتی از او ارائه کرده‌اند که نمی‌توان به قضاوت آن‌ها اطمینان کرد. در این میان تنها قضاوت ژنرال انگلیسی دنسترویل جالب است که علی‌رغم جنگ با میرزا، او را مردی بزرگ و وطن‌پرست معرفی کرده است.
اما اندیشمندان و رجال مستقل اعم از ملی یا مذهبی عمدتاً او را ستوده‌اند و همیشه از میرزا به عنوان مبارزی ملی، شجاع و باغیرت یاد کرده‌اند. با این حال اکثر متفکران میرزا را مبری از اشتباه نمی‌دانند؛ مثلاً سیاست میرزا در مواجهه با نیروهای قزاق در دوره تیمورتاش، (با این توجیه که روبروی هموطن نمی‌جنگیم) یعنی عقب‌نشینی بدون هدف و برنامه، کاری غلط و یک اشتباه استراتژیک قلمداد شده که تنها به از هم پاشیدن قوای جنگل و کشته و معدوم شدن بسیاری از جنگلی‌های اصیل منجر شد. منتقدان بر این باورند که میرزا می‌بایست یا با دولت مرکزی مصالحه می‌کرد یا اینکه با تمام قوا با قزاق‌ها می‌جنگید. از دیگر انتقادهایی که دربارهٔ میرزا مطرح شده این است که در دوره دوم قیام جنگل سیاست اعلام جمهوری و نزدیکی افراطی میرزا با قوای شوروی کار اشتباهی بوده و این عمل او در دوران‌های بعدی دستاویز حرکت‌های تجزیه طلبانه شده است. هرچند جمهوری که میرزا بنا نهاد با تمام ایرادات و مشکلاتی که داشت یک خودمختاری قومیتی نبود. این مطلب را می‌توان به راحتی از ترکیب رهبران جمهوری فهمید؛ مثلاً خالو قربان کُرد بود و احسان الله خان اهل مازندران، یا حیدر خان عمواوغلی اهل آذربایجان بود.
بعد از جنگ جهانی اول در بین اعضای هیئت اتحاد اسلام در مورد ضرورت ادامه فعالیت جنبش جنگل، اختلاف جدی پدید آمد. اکثریت اعضای هیئت اتحاد اسلام نظرشان بر اجتناب از رویارویی با دولت مرکزی بود، ولی خود میرزا خواستار ادامه فعالیت جنبش جنگل بود. در نتیجه میرزا هیئت اتحاد اسلام را منحل کرد. آنچه مسلم است میرزا و باقی‌مانده یارانش دیگر نمی‌توانستند به تنهایی جنبش را حفظ کنند (زیرا عده کثیری از جنگلی‌ها بر اثر شکست‌های نظامی کشته یا دستگیر شده بودند و عده‌ای دیگر مسیر سیاسی خود را از میرزا جدا کرده بودند). ازاین‌رو میرزا برای ادامه حیات جنبش مجبور بود دست به دامن شوروی شود. بدیهی است که کمونیست‌ها هم شرایط خودشان را داشتند که این شرایط برای میرزا گران تمام شد و به وجهه ملی او ضربه زد. حتی کمونیست‌ها به شراکت با میرزا هم قانع نشدند. آن‌ها می‌خواستند از میرزا به عنوان یک دوره‌گذار به حکومت دلخواه خود استفاده کنند که در واقع همان نقش محلل را داشت. البته میرزا خیلی زود این مطلب را فهمید و به موقع واکنش نشان داد. اما اصرار او به ادامه حیات جنبش مانع از این شد که از باتلاق کمونیست‌ها به صورت کامل خلاص شود.
جنبش‌های عهد مشروطه را می‌توان در یک نگاه کلی‌تر نیز بررسی کرد. بعد از فتح تهران، قیام‌های مسلحانه متعددی در کشور شکل گرفت که از جمله آن‌ها می‌توان به قیام شیخ محمد خیابانی، کلنل پسیان و قیام جنگل اشاره کرد. هنوز بعد از گذشت حدود یک قرن بین تاریخ شناسان اختلاف است که آیا با توجه به سابقه مشروطه خواهی رهبران آن، این جنبش‌ها را موافق تفکر مشروطه خواهی بدانیم یا اینکه چون عملاً در برابر دولت قانونی مشروطه تمرد کرده‌اند، آن‌ها را ضد مشروطه بدانیم. احتمالاً جواب این است که برای دفاع از آرمان مشروطه خواهی، صرف داشتن شور و غیرت ملی کافی نیست و داشتن کمی تدبیر و واقع نگری نیز لازم است. قیام جنگل از پتانسیل بزرگی برای حمایت از مشروطه خواهی برخوردار بود. اما این پتانسیل درست هدایت نشد. به نظر می‌رسد اگر سران جنگل با رجال وطن‌پرست پایتخت هماهنگ می‌بودند و از طرفی نیروهای خود را در اثر استراتژی‌های غلط نظامی و البته اختلافات داخلی تحلیل نمی‌بردند می‌توانستند پشتوانه قابل اطمینانی برای مشروطه باشند.
جدای از این، بحث جالبی که در مورد میرزا و قیامش همیشه مطرح بوده قدرت سازماندهی و تشکیلاتی میرزا کوچک‌خان بوده است. ساختاری که در آن روزنامه و بیمارستان و انواع تشکیلات حکومتی دارد، اما در عین حال این قابلیت را هم دارد که در مواقع خطر به صورت گروه‌های پارتیزانی عمل کند. هنر جذب افراد از طبقات مختلف جامعه و به‌کارگیری آن‌ها هم از نکات جالبی است که در مورد نهضت جنگل مطرح است. شاید این ادعا غلط نباشد که هنر سازماندهی و تشکیلاتی میرزا نه تنها با توجه به طبقه اجتماعی و میزان سواد و اطلاعاتش تعجب‌آور است بلکه نسبت به رجال باسواد و فرنگ رفته آن زمان قابل تحسین نیز هست. تحلیل قیام جنگل از دید جامعه‌شناسی خود می‌تواند بحثی باشد که در نگاه ما به آینده مفید و مؤثر بیفتد.

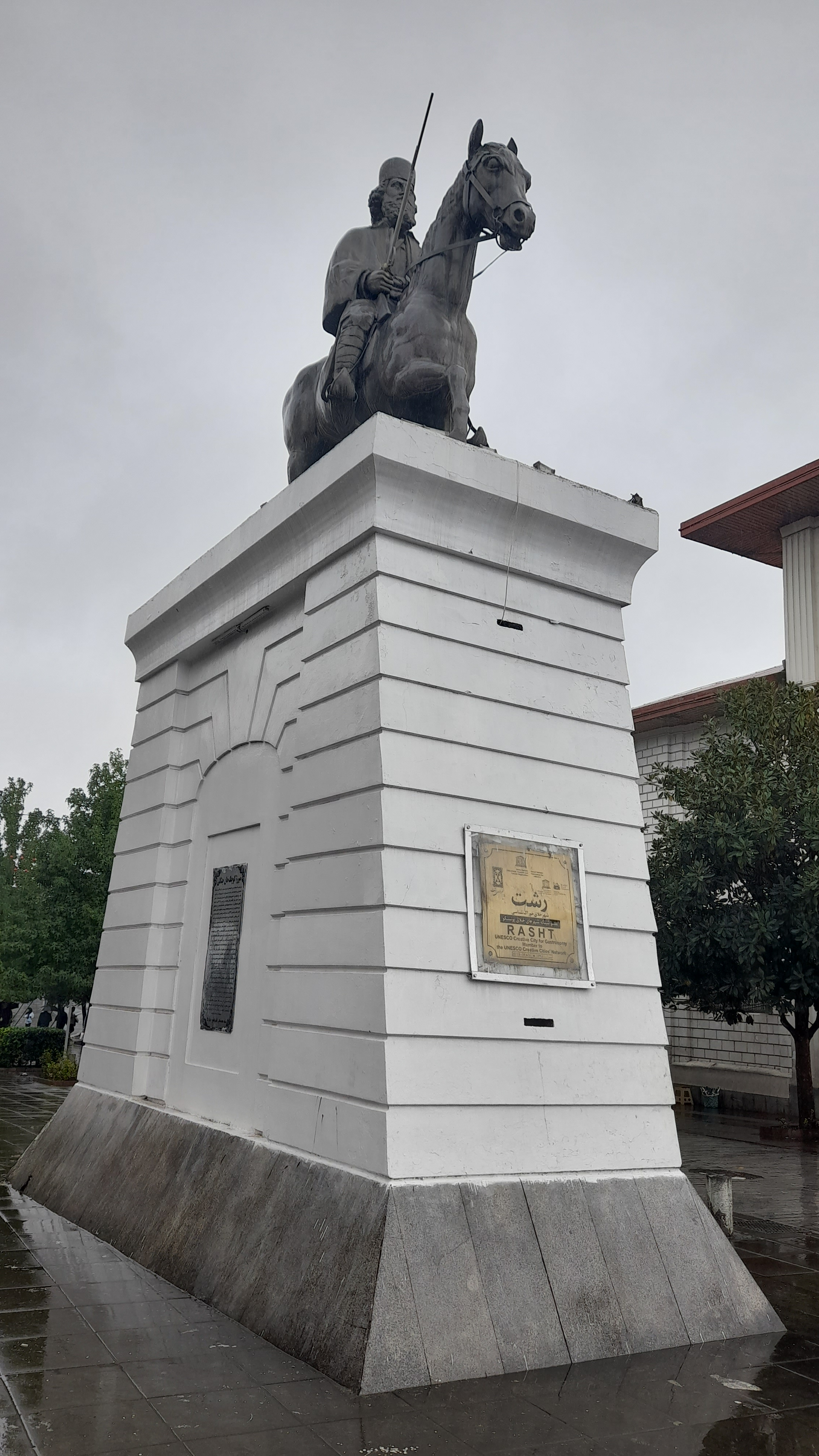
مجسمه میرزا کوچک خان در میدان شهرداری رشت.

### تأثیر میرزا کوچک خان بر وقایع اردبیل در نهضت مشروطه
- بابا صفری در کتاب اردبیل در گذرگاه تاریخ در مورد وقایع اردبیل در دوران مشروطه می‌نویسد:

... در آن موقع اردبیل با قحطی و مجاعه دست به گریبان بود و به برنجی که گاهی از گیلان می‌آوردند نیاز مبرم داشت. میرزا کوچک خان برای تهدید مردم، از ورود برنج به اردبیل ممانعت کرد و بدین طریق بر شدت گرفتاریهای اهالی افزوده گشت. کمیته ایالتی فرقه دموکرات، طرح مذاکراتی را با جنگلی‌ها لازم دید و حاج شعبانعلی را محرمانه از شهر خلخال (اردبیل) به جنگل فرستاد. حاج باباخان اردبیلی از سرداران نهضت مشروطه ایران در اردبیل که در آن ایام در رشت بود با جنگلیها همکاری داشت، از طرف هیئت اتحاد اسلام برای توسعه دامنه فعالیت آن فرقه مأمور اردبیل گردید و به اتفاق جمعی از خان‌های فولادلو وارد شهر شد تا اداره شهر را در دست گیرد و زمینه فعالیت جنگلیها و اتحاد اسلام را توسعه دهد… قضا را فراشباشی امیرالسلطنه از چند روز قبل به‌وسیله حاج باباخان دستگیر و در قریه ججین (داشکسن) توقیف بود مع الاسف تنظیم قرارداد و اجتماع مردم نتوانست امیرالسلطنه را از اقدامات طرفداران هیئت اتحاد اسلام مطمئن سازد و متقابلاً حاج باباخان اردبیلی و سران فولادلو نیز از اعمال حکومت مردد گشته در شهر اداره نظمیه را اشغال کردند. با این اقدام، وحشت امیرالسلطنه بیشتر گردید و به‌خصوص شایعه آخرین روزهای سال، که گفته شد «شب عید، حاج باباخان، امیرالسلطنه را دستگیر خواهد نمود.» بر تشویش و اضطراب خاطر او و یارانش افزود.

## تبار
میرزا کوچک خان در رشت زاده شده است رضا مظفری در کتاب مشاهیر گیلان میرزا و پدرش را از اهالی رشت و گیلک می‌داندو مدارک و شواهد نیز گویای این موضوع اند. پدر میرزا کوچک خان، میرزا بزرگ خان از ملاکین و بزرگان شهر رشت بوده است.
عنایت‌الله مجیدی پژوهشگر تاریخ میرزا کوچک خان را از کُردهای رشوند منطقهٔ رودبار و الموت دانسته است.

## نگارخانه

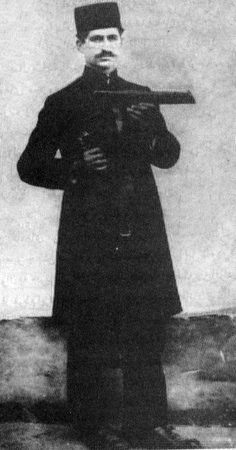
میرزا کوچک خان جنگلی
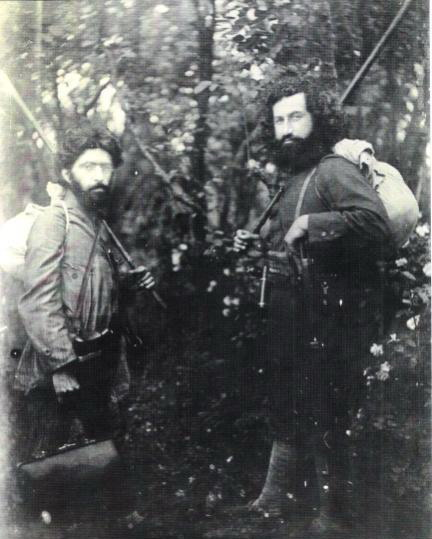
میرزا و دکتر حشمت
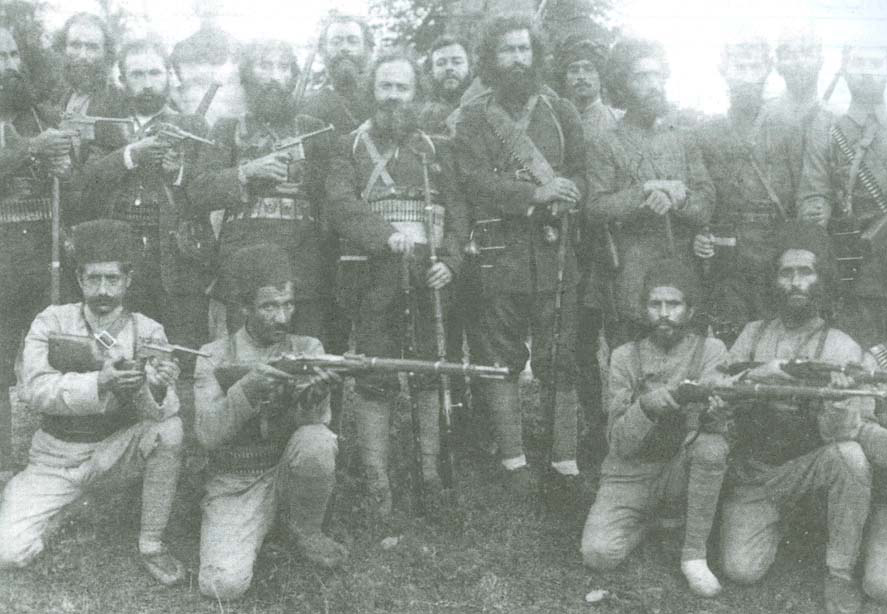
عکس دسته جمعی سران جنگل در دوره اول
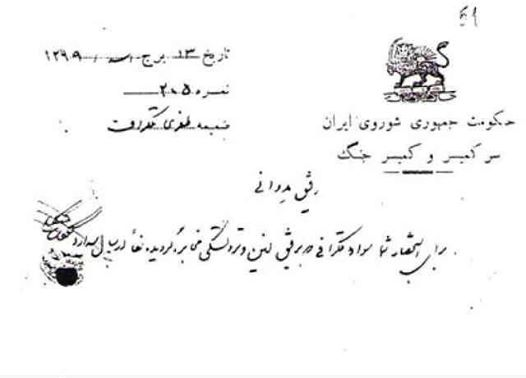
مکاتبات رسمی دولت جمهوری شوروی ایران ۱
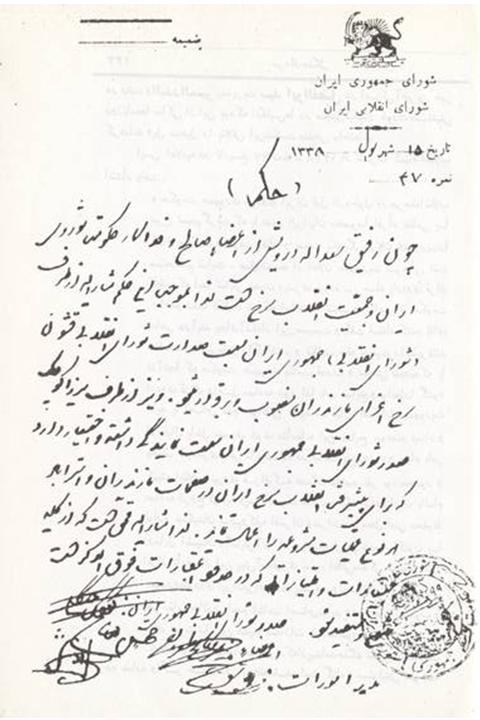
مکاتبات رسمی دولت جمهوری شوروی ایران ۲
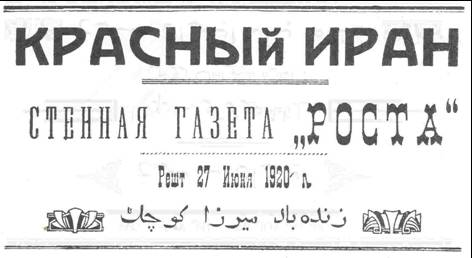
روزنامه دیواری در یک روستا در گیلان هنگام ریاست میرزا کوچک خان در جمهوری جنگل
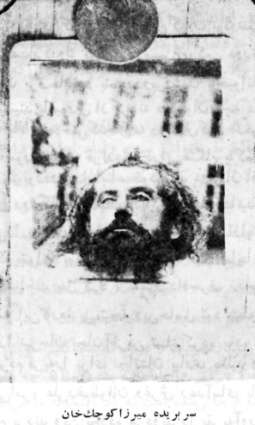
سر میرزا کوچک جنگلی
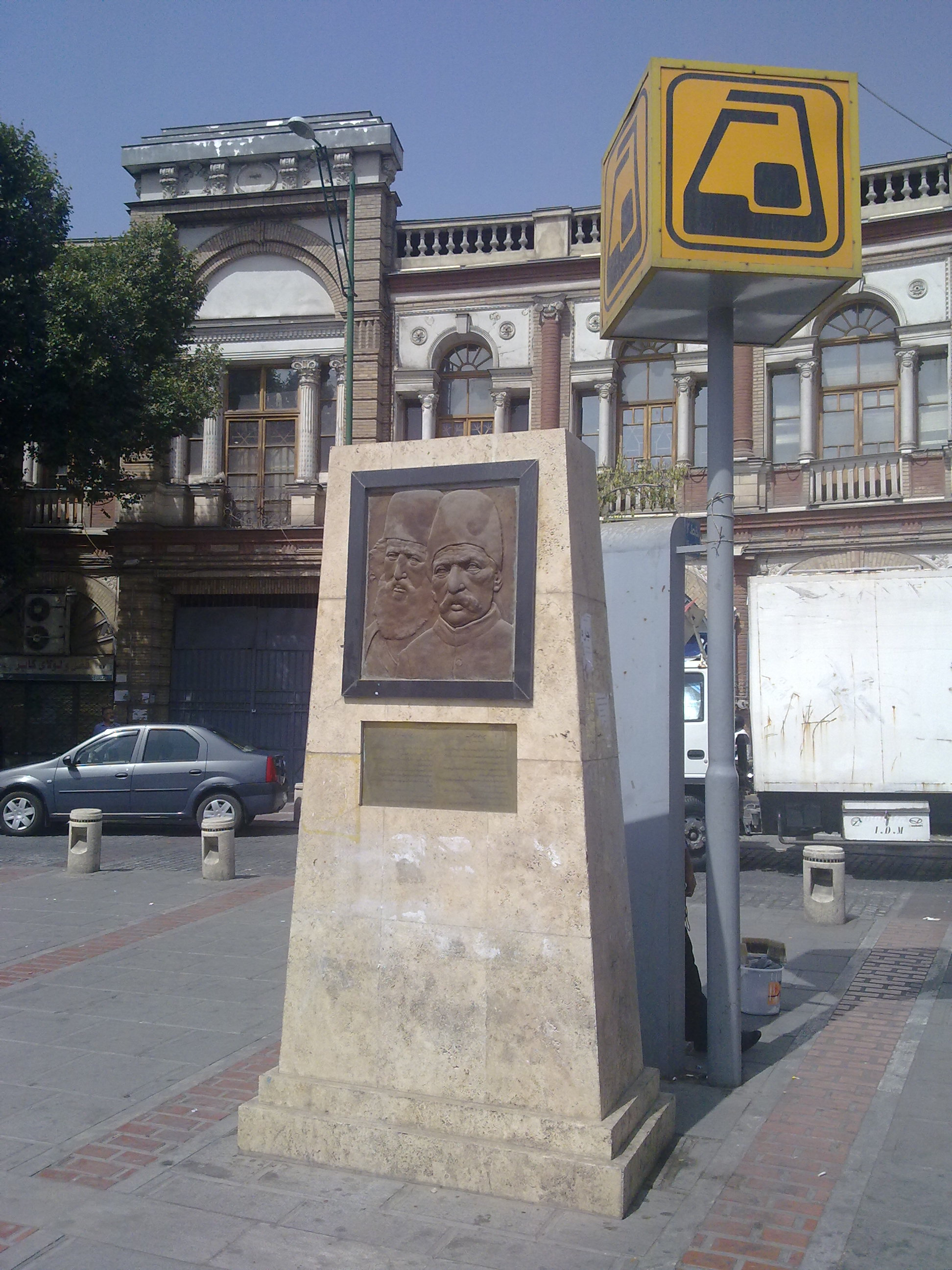
ستون یادبود میرزا کوچک خان و میرزا محمدرضا کلهر در میدان حسن‌آباد تهران
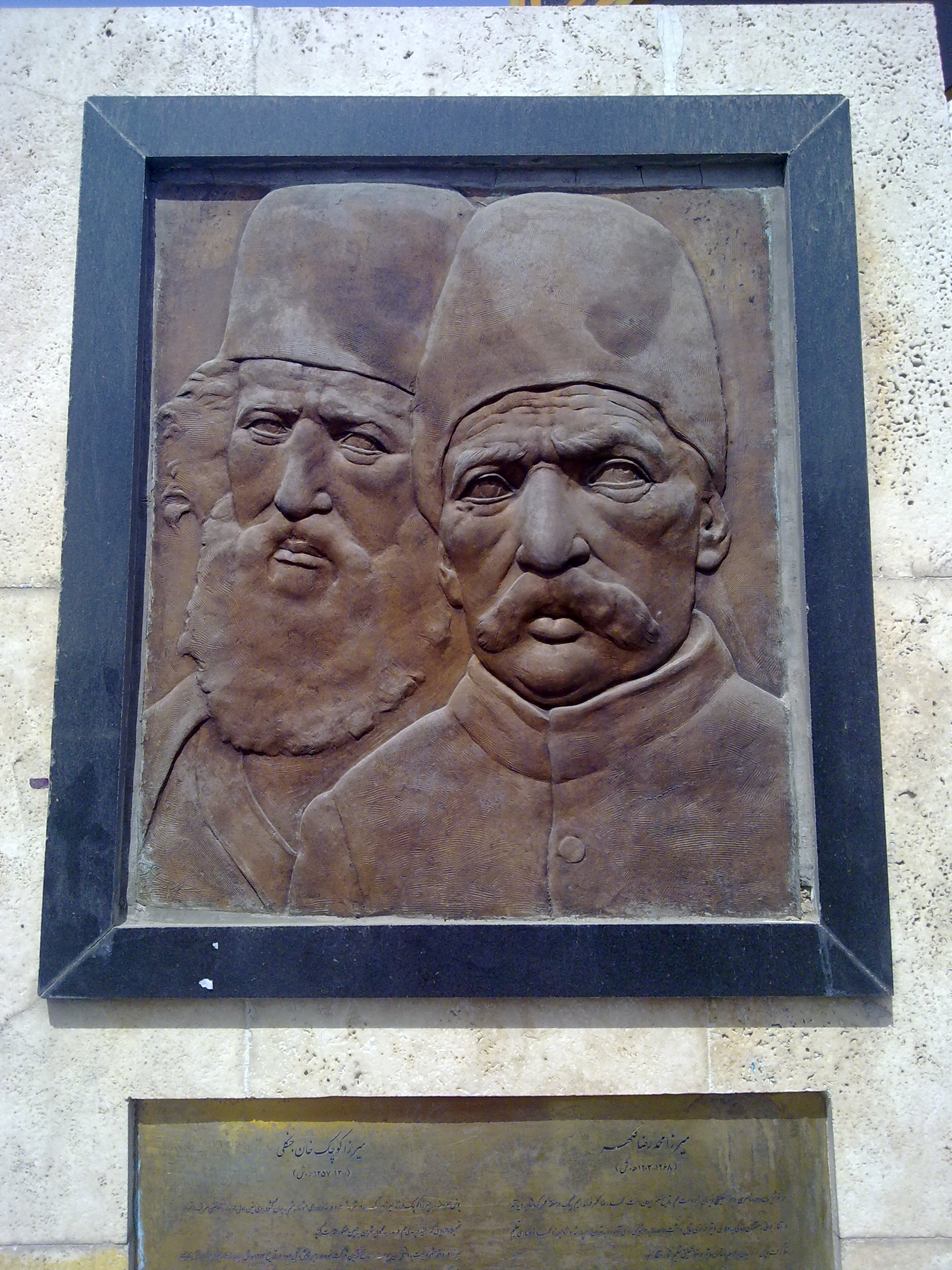
کتیبهٔ روی ستون یادبود که تصویر میرزا کوچک خان و میرزا محمدرضا کلهر را نشان می‌دهد
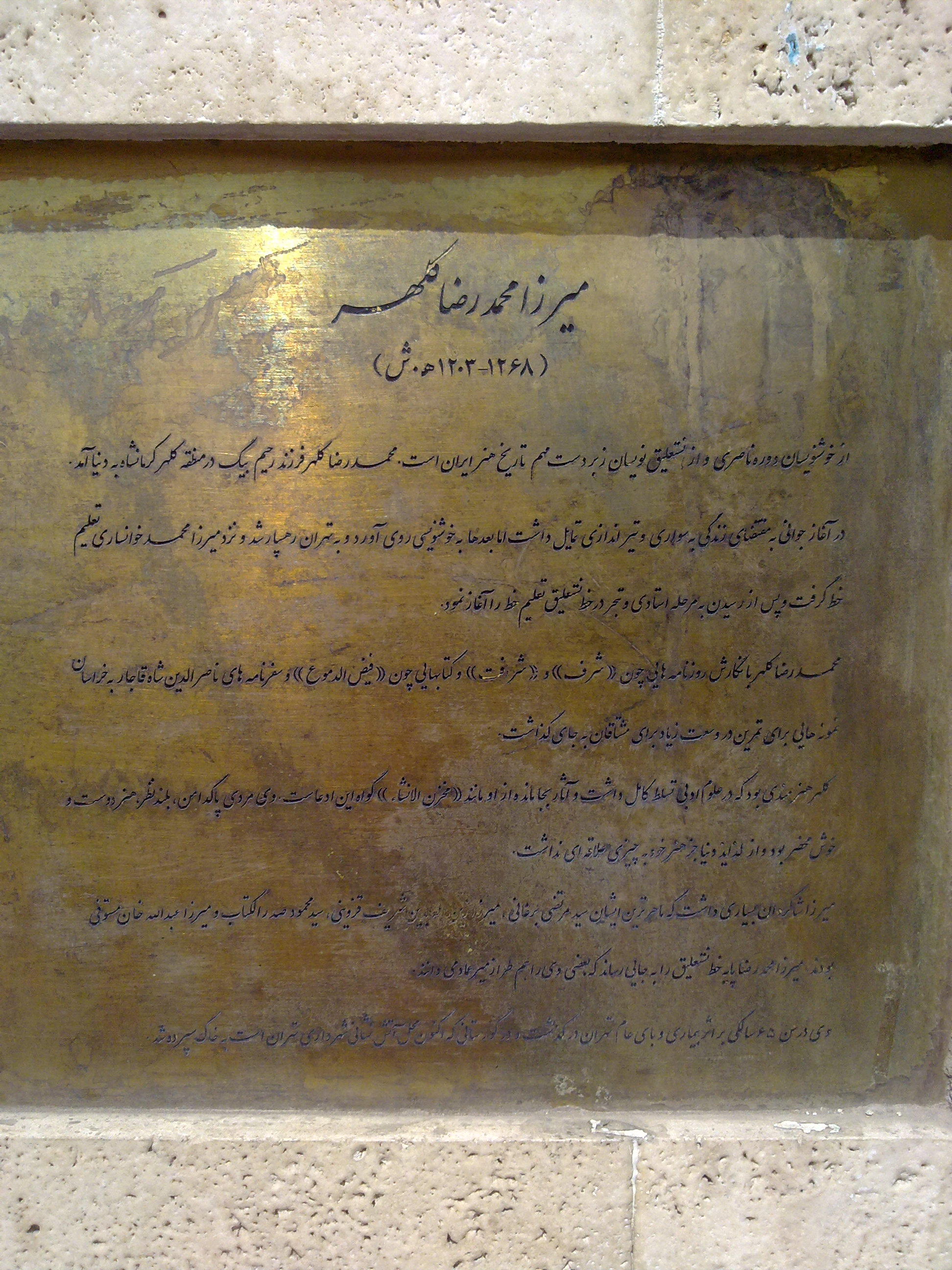
لوح یادبود میرزا کوچک خان و میرزا محمدرضا کلهر بر روی ستون یادبود

## تیپ نیروی مخصوص میرزا کوچک خان
یکی از تیپ‌های نیروی زمینی سپاه با نام تیپ نیروی مخصوص میرزا کوچک خان با الهام از نام ایشان در شهر لنگرود استان گیلان در حال حاضر در فعالیت است.